# Campeonato Timorense de Futebol - Segunda Divisão de 2016
A Liga Futebol Amadora - Segunda Divisão de 2016 foi a 1ª edição oficial do segundo nível do Campeonato Timorense de Futebol. Foi organizada pela Federação de Futebol de Timor-Leste e contou com 13 times participantes. 
O campeão foi a equipa do Cacusan Clube do Futebol, que classificou-se para a LFA Primeira Divisão do ano seguinte, junto com o Zebra F.C. (vice).

## Sistema de Disputa
A Segunda Divisão foi composta por 13 times, divididos em dois grupos, onde todos jogaram entre si em turno único. Ao término, o melhor colocado de cada grupo foi promovido à Primeira Divisão. Uma partida final foi realizada, para definição do vencedor do campeonato. Nesta primeira temporada, não houve rebaixamento. 
Todos os jogos foram realizados no Estádio Municipal de Díli, na capital timorense.

### Critérios de desempate
Ocorrendo igualdade em pontos ganhos entre 2 (dois) ou mais clubes aplicam-se, sucessivamente, os seguintes critérios técnicos de desempate:
- a) resultados dos confrontos diretos
- b) maior saldo de gols
- c) maior número de gols marcados

## Equipes Participantes
A definição dos clubes participantes na 1ª e na 2ª Divisão foi feita por meio de um torneio de apuração, realizado em dezembro de 2015.
| Time                    | Município |
| ----------------------- | --------- |
| Cacusan C.F.            | Díli      |
| Assalam F.C.            | Díli      |
| Atlético Ultramar       | Manatuto  |
| Zebra F.C.              | Baucau    |
| Kablaki F.C.            | Same      |
| Café F.C.               | Ermera    |
| Lica-Lica Lemorai       | Viqueque  |
| F.C. Nagardjo           | Díli      |
| Santa Cruz F.C.         | Díli      |
| Sport Díli e Benfica    | Díli      |
| Sporting Clube de Timor | Díli      |
| União                   | Díli      |
| YMCA FC                 | Díli      |

## Classificação Final

### Grupo A
| # | Equipa                  | J | V | E | D | GP | GC | SG  | Pts | Classificação                  |
| - | ----------------------- | - | - | - | - | -- | -- | --- | --- | ------------------------------ |
| 1 | Zebra F.C. (P)          | 5 | 3 | 2 | 0 | 16 | 2  | +14 | 11  | Promovido à 1ª Divisão de 2017 |
| 2 | YMCA FC                 | 5 | 3 | 2 | 0 | 13 | 10 | +3  | 11  | Salvos                         |
| 3 | Atlético Ultramar       | 5 | 3 | 0 | 2 | 9  | 8  | +1  | 9   | Salvos                         |
| 4 | Sporting Clube de Timor | 5 | 1 | 1 | 3 | 5  | 5  | 0   | 4   | Salvos                         |
| 5 | Sport Díli e Benfica    | 5 | 1 | 1 | 3 | 6  | 15 | −9  | 4   | Salvos                         |
| 6 | União                   | 5 | 1 | 0 | 4 | 6  | 15 | −9  | 3   | Salvos                         |

Última atualização em 31 de maio de 2019
Fonte: [carece de fontes?]
Regras para classificação: 1º pontos; 2º saldo de gols; 3º gols pró.
(C) = Campeão; (R) = Rebaixado; (P) = Promovido; (O) = Vencedor do play-off; (A) = Classificado para a próxima fase. 
Somente aplicável se a temporada não tiver terminado: 
(Q) = Classificado para a fase do torneio indicada; (TQ) = Classificado para o torneio, mas não para a fase indicada; (DQ) = Desclassificado do torneio.

### Grupo B
| # | Equipa            | J | V | E | D | GP | GC | SG  | Pts | Classificação                  |
| - | ----------------- | - | - | - | - | -- | -- | --- | --- | ------------------------------ |
| 1 | Cacusan (P)       | 6 | 5 | 1 | 0 | 18 | 5  | +13 | 16  | Promovido à 1ª Divisão de 2017 |
| 2 | Assalam F.C.      | 6 | 3 | 2 | 1 | 18 | 10 | +8  | 11  | Salvos                         |
| 3 | Lica-Lica Lemorai | 6 | 3 | 1 | 2 | 10 | 16 | −6  | 10  | Salvos                         |
| 4 | Café F.C.         | 6 | 1 | 4 | 1 | 3  | 14 | −11 | 7   | Salvos                         |
| 5 | Kablaki FC        | 6 | 1 | 2 | 3 | 8  | 6  | +2  | 5   | Salvos                         |
| 6 | Santa Cruz F.C.   | 6 | 1 | 2 | 3 | 8  | 6  | +2  | 5   | Salvos                         |
| 7 | Nagardjo          | 6 | 0 | 2 | 4 | 9  | 15 | −6  | 2   | Salvos                         |

Última atualização em 31 de maio de 2019
Fonte: [carece de fontes?]
Regras para classificação: 1º pontos; 2º saldo de gols; 3º gols pró.
(C) = Campeão; (R) = Rebaixado; (P) = Promovido; (O) = Vencedor do play-off; (A) = Classificado para a próxima fase. 
Somente aplicável se a temporada não tiver terminado: 
(Q) = Classificado para a fase do torneio indicada; (TQ) = Classificado para o torneio, mas não para a fase indicada; (DQ) = Desclassificado do torneio.

## Final do Campeonato
| 28 de junho de 2016 | Zebra F.C. | 1 – 2 | Casusan C.F. | Estádio Municipal de Díli |
| 16:00 UTC+9         |            |       |              |                           |

## Premiação
| Campeonato Timorense de Futebol de 2015-16 - Segunda Divisão |
| Timor-Leste                                                  |
| ------------------------------------------------------------ |
| Cacusan Clube do Futebol Campeão (1º título)                 |

## Ligações Externas
- Liga Futebol Amadora - Página oficial no Facebook